# Cellula procariote
Le cellule procarioti (latino pro: prima e greco kàryon: nucleo) caratterizzano il controverso, per l'eterogeneità dei suoi rappresentanti, e obsoleto, raggruppamento. Si definiscono, piuttosto che per le caratterizzazioni specifiche a livello biochimico e biomolecolare, principalmente per le loro mancanze a fronte del paragone con le cellule eucariote.

## Struttura
Sono accomunate dall'essere organismi unicellulari e cellule prive del nucleo ben definito ovvero delimitato dalla membrana nucleare tipico degli eucarioti. Il loro DNA è generalmente disperso nel citosol (non si tratta di citoplasma in quanto non sono presenti degli organuli cellulari) in una regione interna della cellula chiamata nucleoide.

Le cellule procariote hanno una struttura interna molto semplice e rispetto a quelle eucariote possiedono solamente organuli, come acidocalcisomi che sono implicati nella osmoregolazione e ribosomi che sintetizzano le proteine. I ribosomi dei procarioti sono caratterizzati da un coefficiente di sedimentazione di 70S, minore rispetto a quello eucariote di 80S. Presentano, inoltre, marcate differenze a livello sub-unitario (la sub-unità 16S).
Le loro dimensioni sono dell'ordine di pochi micron (μm), ma possono variare dai circa 0,1-0,2 μm di micoplasmi e di alcuni archea ai 30 μm di alcune spirochete sino agli oltre 700 μm di Thiotrichaceae e di alcuni clostridi del genere Epulopiscium quindi risultanti visibili ad occhio nudo. L'interno cellulare non è generalmente suddiviso da membrane (anche se in passato alcune funzioni metaboliche, come la respirazione e la fotosintesi, venivano associate ad invaginazioni e ripiegamenti della membrana cellulare, chiamati mesosomi, poi rivelatisi artefatti).
Gli organismi procarioti sono unicellulari, ma ad esempio nella famiglia delle Pyrodictiaceae, archea ipertermofili a struttura coloniale si produce una rete di cellule discoidali piatte e cannulari, e i mixobatteri si possono aggregare per formare corpi fruttiferi pluricellulari. Si riproducono per scissione o gemmazione e possono presentare fenomeni di trasformazione come la coniugazione dimostrando un sensibile trasferimento genico orizzontale.
Il genoma cellulare è più semplice di quello delle cellule eucariote ed è spesso costituito da una sola molecola circolare di DNA, a cui si aggiungono eventuali repliconi autonomi, ma cromosomi o altre strutture lineari possono essere presenti. È generalmente assente la membrana nucleare ma i rappresentanti dei Planctomycetes la possiedono, probabilmente strutturata come doppia membrana.
La parete cellulare, se presente, può essere composta in parte da peptidoglicano o pseudomureine. Esternamente alla parete cellulare ci può essere uno strato più spesso e meno rigido, detto capsula e possono essere presenti pili proteici.
Esempi di organismi, unicellulari o coloniali, formati da cellule procariote sono: i batteri, comprensivi dei cianobatteri (le cianoficee o alghe azzurre) e gli archea.
|                               | Procariotiche | Eucariotiche                                                                          |
| ----------------------------- | --- | ------------------------------------------------------------------------------------- |
| Organismi tipici              | Batteri, Archaea | Protozoi, Cromisti, Piante, Funghi, Animali                                           |
| Dimensioni tipiche            | ~1-10 μm ma con estremi di 0,1-700 μm                                                                                        | ~10-100 μm ma con estremi estesi fino a dimensioni metriche                           |
| Tipo di nucleo                | Nucleoide; non c'è un vero nucleo                                                                                            | Vero nucleo con doppia membrana                                                       |
| DNA                           | a forma di anello in genere, a volte formando un cromosoma lineare; si trova in una zona del citoplasma chiamata 'nucleoide' | molecole lineari (cromosomi) con istoni; si trova nel nucleo                          |
| Sintesi RNA/ sintesi proteica | sintesi RNA nel citoplasma, Sintesi proteica nei ribosomi                                                                    | sintesi RNA all'interno del nucleo, Sintesi proteica nel citoplasma                   |
| Ribosomi                      | 50S+30S | 60S+40S                                                                               |
| Cloroplasto                   | no | nelle alghe e nelle piante                                                            |
| Organizzazione                | in genere cellule singole, colonie                                                                                           | cellule singole, colonie, organismi multicellulari con specializzazione delle cellule |
| Divisione cellulare           | scissione, gemmazione | mitosi e meiosi                                                                       |